# Doxocopa albofasciata
Doxocopa albofasciata är en fjärilsart som beskrevs av Friedrich Alwin Schade 1944. Doxocopa albofasciata ingår i släktet Doxocopa och familjen praktfjärilar. Inga underarter finns listade i Catalogue of Life.